# Idéologie
Une idéologie est un système prédéfini d'idées, appelées aussi catégories, à partir desquelles la réalité est analysée, par opposition à une connaissance intuitive de la réalité sensible perçue. De tels systèmes considérés comme idéologiques existent dans les domaines politique, social, économique, culturel et religieux. Une idéologie est souvent la dimension culturelle d'une institution sociale ou d'un système de pouvoir. Une idéologie dominante est diffuse et omniprésente, mais généralement invisible pour celle ou celui qui la partage, du fait même que cette idéologie fonde la façon de voir le monde.
On peut distinguer dans une idéologie les dimensions :
- cognitive : dogmes, croyances (« c'est ainsi ») ;
- morale : jugements, valeurs (« c'est bien ; c'est mal ») ;
- normative : normes (« il faut ; on doit »).

À l'origine, le terme d'idéologie fut créé par Antoine Destutt de Tracy pour tenter de fonder une discipline qui étudie les idées pour elles-mêmes (la mémétique, si ses axiomes sont corrects, pourrait être une branche ou dimension de cette étude). Mais ce sens s'est perdu en faveur de la notion de système d'idées doctrinaire. Le terme tend à prendre un sens de plus en plus large, et est parfois employé pour sa seule connotation péjorative en vue de dénigrer une école de pensée adverse, qu'elle soit ou non dogmatique.

## Origines

### Étymologie
Du grec ancien ἰδέα / idéa, « idée », et de λόγος / lógos, « science, discours ». L'idéologie est donc, étymologiquement, un discours sur les idées. En grec ancien, le nom ἰδέα apparenté au verbe ἰδεῖν, « voir », suggèrerait plutôt le sens d'« image ».  L'idéologie est communément interprétée comme :
- la logique d'une idée par rapport à sa contrainte ;
- la logique d'une vision ;
- la logique d'une image développée pour la pensée de groupe.

### Terme
Logique (du grec ancien : λόγος / lógos) : c'est à la fois le discours et la rhétorique de l'homme, animal politique selon Aristote ; grâce à la parole et donc à la rhétorique, l'homme n'est plus un animal comme les autres. Dans l'idéologie, il s'agit d'une logique par les mots, d'un discours, c'est-à-dire de rhétorique incluant la logique fallacieuse ; depuis la logique dépasse le langage humain. (voir Langage, Logique et Vérité)
Le terme d'idéologie apparaît à la fin du XVIIIe siècle : il fut forgé en 1796 par Antoine Destutt de Tracy (Mémoire sur la faculté de penser), pour désigner l'étude des idées, de leur caractère, de leur origine et de leurs lois, ainsi que leurs rapports avec les signes qui les expriment.
Dans la continuation des Lumières, les idéologues, groupe animé par Antoine Destutt de Tracy, (Cabanis, Volney, Garat, Daunou), voulaient instaurer une science des idées. Leur projet était de traiter les idées comme des phénomènes naturels exprimant la relation de l'homme avec son milieu naturel de vie. Dans la lignée du sensualisme de Condillac, qui cherchait déjà l'origine des idées, ils voulaient faire une analyse scientifique de la pensée. L'idéologie est alors considérée comme un système de pensée cohérent et naturel, indépendant de son cadre historique.
Cependant, selon Georges Canguilhem, ces idéologues étaient des positivistes avant la lettre, libéraux, anti-théologiens, et anti-métaphysiciens, cherchant à dissiper les mythes et l'obscurantisme. Ils ont cru en Bonaparte comme continuateur de la Révolution française, pour devenir anti-napoléoniens. Et c'est Napoléon Ier qui a renversé leur image, au nom du réalisme politique et social, en les dénonçant eux-mêmes comme des métaphysiciens à la pensée creuse.
Cette problématique accompagne tout le XIXe siècle, en parallèle au déploiement de la pensée scientifique et à la révolution industrielle. Ce qui guide les penseurs, c'est la recherche d'un système global et cohérent, qui s'articule autour de l'application des lois scientifiques aux phénomènes sociaux. Dans certains cas, la polarisation se fait entre idéologie scientifique et croyances religieuses.
Au XIXe siècle, Marx propose de cesser de considérer l'idéologie comme un système neutre et donne un éclairage critique au concept originel de l'idéologie de l'époque : il voit l'utilisation de l'idéologie comme un système d'opinions servant les intérêts de classes sociales (voir Analyse marxiste). Il reprend le concept du renversement du rapport de la connaissance à la chose. L'idéologie désigne désormais un système d'idées issu d'une situation qui méconnaît son véritable rapport au réel.
Selon Georges Canguilhem :

« La fortune, aujourd'hui, de la notion d'idéologie a des origines non douteuses. Elle tient à la vulgarisation de Karl Marx. Idéologie est un concept épistémologique à fonction polémique, appliqué à ces systèmes de représentations qui s'expriment dans la langue de la politique, de la religion et de la métaphysique. Ces langues se donnent pour l'expression de ce que sont les choses mêmes, alors qu'elles sont des moyens de protection et de défense d'une situation, c'est-à-dire d'un système de rapports des hommes entre eux et des hommes aux choses. »

À ce propos, Canguilhem pose la question « Qu'est-ce qu'une idéologie scientifique ? » et de sa pertinence en épistémologie et histoire des sciences.

### Acceptions actuelles
Une idéologie est un ensemble d'idées sur la structure de la société, sur les forces qui agissent dans la société, sur les sources de conflit qui y sont présentes, et aussi sur les modalités qui permettent de résoudre ces conflits, ensemble d'idées partagées par un groupe, communément appelé parti politique. Une définition dérivée de l'idéologie est celle d'une doctrine politique qui fournit un principe unique à l'explication du réel. Celle-ci est susceptible d'inspirer rapidement un programme d'action et constitue un ensemble cohérent d'idées imposées et parfois acceptées sans réflexion critique et sans discernement. L'idéologie offre des notions beaucoup plus larges que celles des doctrines qui sont la dimension intellectualisée d'une idée imaginée. Les doctrines font appel à la dimension culturelle des « comportements psychologiques » et s'inscrivent dans un processus collectif important : la notion d'idéal remplace alors l'idéologie en encadrant une « société de masses ».
L'idéologie peut être vue sous l'angle sociologique : l'idéologie a été définie par Guy Rocher comme un « système d'idées et de jugements, explicite et généralement organisé, qui sert à décrire, expliquer, interpréter ou justifier la situation d'un groupe ou d'une collectivité et qui, s'inspirant largement de valeurs, propose une orientation précise à l'action historique de ce groupe ou de cette collectivité ». Un autre auteur, Jean Baechler, donne cependant une définition plus fine et plus complète de l'idéologie.
1. Au départ, l’idéologie est l’ensemble des représentations mentales qui apparaissent dès lors que des hommes nouent entre eux des liens, des associations.
2. Ces représentations forment ensuite un ensemble d’états de la conscience liés à l’action politique, autrement dit à la façon conflictuelle ou non dont les humains organisent leur vie sociale. Le noyau de ces états de conscience est non verbal, c’est-à-dire composé de pulsions affectives ; ces états idéels s’actualisent dans différents types de registre et peuvent être inférés à partir des manifestations objectives et matérielles auxquelles ils donnent lieu.
3. L’idéologie se trouve dans le contenu et non dans le contenant. Il n’existe pas de genre discursif qui puisse être décrété idéologique en tant que tel.
4. Au total, pour cet auteur, une idéologie est une formation discursive polémique, ni vraie ni fausse, efficace ou inefficace, cohérente ou incohérente, élaborée ou non, normale ou pathologique, grâce à laquelle une passion cherche à réaliser une valeur par l’exercice du pouvoir dans une société[6].

Les analyses épistémologiques amènent une reformulation un peu plus nuancée de l'idéologie : celle-ci, ayant permis la conceptualisation des sciences, est également analysée quant à sa neutralité, sa construction et ses fondements. Et la critique marxiste n'est qu'un angle possible d'étude de ceux-ci.
Le philosophe allemand Christian Duncker invoque la nécessité d'« une réflexion critique du concept d'idéologie » (2006). Dans son travail, il tâche d'introduire le concept de l'idéologie dans le premier plan, comme les soucis étroitement reliés de l'épistémologie et de l'histoire. Le terme idéologie est défini en termes de système de représentation qui explicitement ou implicitement clame la vérité absolue. Dans le « système totalitaire », Hannah Arendt écrit que l'idéologie est consubstantielle au phénomène totalitaire et qu'elle présente plusieurs caractéristiques indissociables. D’une part, elle forme un système d’interprétation définitive du monde, elle affiche une prétention omnisciente et « omni-explicative » de celui-ci, qu’il s’agisse des événements passés ou futurs. D’autre part, elle affirme son caractère irrécusable, infalsifiable. Elle n’est jamais prise en défaut et s’émancipe de la réalité. Une autre caractéristique de l’idéologie est son « logicisme », son aptitude à se doter d’une cohérence interne, à intégrer en permanence la contradiction dans un processus logique. L’idéologie, de ce point de vue, est exactement ce qu’elle prétend être : la logique d’une idée.
L'idéologie est une pensée de groupe, le discours, la vision, et la logique s'adresse au groupe les soutenant et à la totalité de la société afin d'y faire adhérer le plus de monde. Autrement dit, l'idéologie est un moyen pour un groupe d'accroître son pouvoir par l'accumulation de force politique, de soutien, au sein de la société. L'idéologie est pourtant une vision tout à fait partiale qui peut se tromper lourdement (voir nazisme), cependant ce qui la définit c'est qu'elle cherche à devenir majoritaire, et par là même elle s'impose suivant un énoncé (discours d'une personne et de son groupe, sa minorité) et avec une logique comme structure la soutenant (voir totalitarisme). C'est la tyrannie de la majorité, mais cette majorité dans l'idéologie est une force majoritaire instrumentalisée : pourtant là où il y a influence d'un groupe sur un autre ou sur la politique de la société, il ne s'agit donc pas à proprement parler de démocratie, mais d'un autre type de gouvernement.
Il existe également des cas d'idéologie se voulant sans chef ni organisation (voir anarchisme) : mais par le fait même que cette 'logique d'une vision' refuse le discours imposé verticalement, elle refuse donc la pensée de groupe, et son statut d'idéologie en devient dès lors discutable.

## Idéologies politiques

### Analyse marxiste
Pour Karl Marx, l'idéologie est l'ensemble des idées, des valeurs et des normes servant à légitimer la division en classes de la société. L’idéologie au sens marxiste décrit donc l'idéologie dominante en tant que « vision du monde » imposée par la classe dominante. C'est la construction intellectuelle qui expliquerait et justifierait un ordre social existant à partir de raisons naturelles ou religieuses. Cette vision ne serait en réalité qu'un voile destiné à cacher la poursuite d'intérêts matériels égoïstes que la classe dominante utiliserait pour renforcer ou étendre sa domination : ainsi pour renforcer le pouvoir en place, l'idéologie de la classe dominante se présenterait de manière que les intérêts de la classe dominante paraissent être les intérêts de tous. L'idéologie devient une superstructure de la société dont elle émane et qu'elle soutient. Selon Friedrich Engels, « l’idéologie est un processus que le soi-disant penseur accomplit sans doute consciemment, mais avec une conscience fausse. Les forces motrices véritables qui le mettent en mouvement lui restent inconnues, sinon ce ne serait point un processus idéologique ».
La critique de Karl Marx de l'idéologie est d'abord une critique de la misère que cette idéologie cache, misère qui réside dans les rapports sociaux à la fois résultat et moteur de cette misère. La première misère est l'obligation au travail impliquée dans l'organisation de la société par Le Capital dans laquelle toute personne dépourvue d'une part de ce capital se voit dans l'obligation de vendre sa force de travail. Des auteurs comme Habermas, Althusser, Thompson (en), vont développer cette conception critique de l'idéologie.
Jean-Paul Sartre définit une idéologie comme « une conception globale du monde », car «la bougeoisie ressent le besoin de s'affirmer comme classe à partir d'une conception globale du monde, c'est-à-dire d'une idéologie » , définition compatible avec l'approche marxiste dont Sartre se réclame.
Louis Althusser utilise le concept d'« appareils idéologiques d'État » (scolaire, famille, religion, information, syndical, juridique, culturel et politique), par distinction avec les « appareils répressifs » d'État (armée, gouvernement, administration).
Les études de John B. Thompson concernant l'idéologie dans notre société moderne abordent les dimensions culturelles et politiques de l'idéologie en regard de la communication de masse, caractéristique de notre monde contemporain. L'idéologie concerne le comment le « sens » établit et maintient systématiquement des relations asymétriques de pouvoir.

### Analyse situationniste
L'idéologie a aussi trouvé ses critiques dans l'Internationale situationniste, qui fait de la critique de l'idéologie la condition sine qua non des relations de ses membres entre eux : la représentation du monde répondant à celle de soi (« le monde du rêve est le rêve du monde », Raoul Vaneigem) chacun est responsable de l'ensemble d'un projet dans lequel il se retrouve ; en l'occurrence, en finir avec le spectacle, organisation sociale où « tout ce qui était directement vécu s'est éloigné dans une représentation » (La Société du spectacle, Guy Debord), spectacle qui est ici considéré comme la forme achevée du Capital.
Plus clairement, pour l'Internationale situationniste, toute organisation révolutionnaire se doit de critiquer « radicalement toute idéologie en tant que pouvoir séparé des idées et idées du pouvoir séparé ».

## Idéologie et sciences sociales

### Saint-Simon
Claude-Henri de Rouvroy de Saint-Simon (1760-1825), lointain cousin du célèbre mémorialiste Louis de Rouvroy, duc de Saint-Simon, fut l'un des premiers à récupérer le concept d'idéologie afin d'en faire un système philosophique complet, entièrement fondé sur les sciences, en excluant tout apport des religions, puisqu'il était athée. Il joua un rôle tout particulier dans la diffusion de l'idéologie.
Saint-Simon, très influencé par les idéologues, notamment le docteur Jean Burdin, bâtit entre 1801 et 1825 un système global que Pierre Musso qualifie de philosophie des réseaux. Pour Saint-Simon, les relations des individus en société sont, par métaphore avec la physiologie, qui était en plein développement à ce moment, assimilables aux réseaux organiques des êtres humains (réseaux sanguins, système nerveux). Il introduit aussi la notion de capacité du réseau. L'appellation de « nouveau christianisme » fut en réalité trompeuse pour un système qui, prenant Isaac Newton comme référence suprême, prétendait remplacer Dieu par la gravitation universelle. Sur le plan spirituel, les sciences se substituent à la religion. Sur le plan temporel, les économistes remplacent les politiques.
Le système de gouvernement doit comprendre trois chambres (chambre des inventeurs, chambre de savants, chambre d'exécution composée d'industriels). Saint-Simon introduit la croyance exclusive dans le progrès industriel. Il est l'un des tenants de l'industrialisme, mot qu'il forgea en 1824 dans son catéchisme des industriels. Son système était très empreint de religiosité.

### Recherche d'un système cohérent (1825)
La préoccupation de la recherche d'un système cohérent que l'on trouvait déjà dans l'école des idéologues, un moment oubliée par les guerres de l'Empire et par la Restauration, ressurgit vers 1825, dans le contexte du début du règne de Charles X.
La fin de l'année 1825 et l'année 1826 furent ainsi, en France, un moment de réflexion sur un système philosophique global. On peut considérer que c'est une période charnière dans l'histoire des idées. Les penseurs qui participèrent à cette réflexion furent principalement Auguste Comte, Barthélemy Prosper Enfantin, Charles Fourier… et probablement Lamennais, qui fut engagé dans la réflexion des catholiques.
Cette période initia un grand nombre de mouvements de différentes natures : idéologies, utopies, qui donneront naissance par la suite aux grandes théories sur le libéralisme, ainsi qu'aux différentes formes de socialisme.

### Saint-simonisme: continuation
À la mort de Saint-Simon (1825), un polytechnicien, Barthélemy Prosper Enfantin reprend sa doctrine. Très intéressé par le système de Saint-Simon, il publie avec Saint-Amand Bazard, l'Exposition de la doctrine de Saint-Simon (1829). Ces idées sont ainsi diffusées par le mouvement dit saint-simonien, sous des formes transformées au cours du temps. En 1831, Saint-Amand Bazard se détache du groupe libéral d'Enfantin (schisme) et fonde une branche de sensibilité socialiste, qui influence notamment Marx ; Lazare Hippolyte Carnot, second fils de Lazare Carnot, collabore à l'un des journaux ; Michel Chevalier, saint-simonien de sensibilité libérale, est un proche conseiller de Napoléon III ; les idées saint-simoniennes se développent dans certains cercles de l'école polytechnique.
Les idées saint-simoniennes ont ainsi une forte influence en France dans la phase de développement industriel du Second Empire, puis de la IIIe République (révolution industrielle). Elles se répandent aussi hors des frontières à travers la colonisation en Afrique et au Moyen-Orient dont Enfantin fut l'initiateur (pour plus de détails, voir l'article sur Barthélemy Prosper Enfantin). C'est ainsi que l'on parle d'une idéologie coloniale française (voir aussi dans l'article cercle Saint-Simon les liens avec la colonisation et la propagation de la langue française). Elles trouvent des applications pratiques dans la construction des chemins de fer (étoile de Belgrand), de routes, de canaux, et encore aujourd'hui dans les réseaux de télécommunications.

### Positivisme d'Auguste Comte
Auguste Comte fut secrétaire de Saint-Simon de 1817 à 1824. Il quitta Saint-Simon pour fonder son propre mouvement philosophique.
L'idéologie de Comte se subdivise en deux parties :
- Le positivisme scientifique : les causes premières sont oubliées. Dans le Cours de philosophie positive (1830-1842), Comte expose la loi des trois états : l'humanité passe par trois états : l'état théologique (les dieux gouvernent le monde), l'état métaphysique (des entités abstraites déterminent le monde), et l'état positif (les sciences parviennent à l'état positif).
- Le positivisme religieux : Dans cette phase, Auguste Comte définit les relations en société à partir de trois fondements : l'altruisme, l'ordre et le progrès. La sociologie (il reprend le terme de Sieyès) couronne les sciences dites positives : mathématiques, physique, chimie, astronomie, biologie (Système de politique positive, 1851-1854).

Le monde est gouverné par les morts. L'humanité est un Grand-Être, sorte de continuation du culte de l'Être Suprême, dont il est le « grand-prêtre ». Le positivisme aura une influence déterminante à partir du milieu du XIXe siècle sur de nombreuses personnalités et dans de nombreux domaines : le positivisme logique, le positivisme juridique, qui se fonde sur le système de politique positive de la phase religieuse, et le néopositivisme.

### Caractéristiques des premières idéologies
Les idées de Saint-Simon et d'Auguste Comte ont en commun une certaine religiosité et une foi absolue dans le progrès des sociétés humaines par les sciences, la technique, et l'industrie. Tous deux excluent la métaphysique, et remplacent la finalité par l'explication scientifique des phénomènes. Ils ignorent les auteurs classiques de l'antiquité grecque et romaine, qui avaient été redécouverts dès le Moyen Âge et la Renaissance. Ils ne s'appuient ni sur les présocratiques, ni sur la philosophie antique.

## Idéologie et sciences
La notion d'idéologie scientifique peut apparaître de prime abord comme un « monstre logique » puisque la science s'oppose catégoriquement aux idéologies politiques, juridiques, économiques et religieuses. Marx ne cite pas la science au nombre des idéologies, bien que la science dépende de l'activité matérielle des hommes.
Canguilhem utilise l'expression pour désigner les discours, à prétention de théorie scientifique, qui apparaissent et disparaissent dans l'évolution historique des connaissances. Il distingue l'idéologie scientifique (domaine de l'épistémologie) de l'idéologie des scientifiques, et qui serait plutôt du domaine de la sociologie des sciences.

### Idéologie des scientifiques
C'est l'ensemble des discours tenus par les scientifiques sur leurs méthodes, leur objet, leur place relative dans la culture et la société.
Les idéologies des scientifiques sont des idéologies philosophiques. Par exemple, au XIXe siècle est apparu le scientisme postulant que la connaissance scientifique doit permettre d'échapper à l'ignorance dans tous les domaines et donc d'organiser scientifiquement l'humanité. De même décréter que la science, la technologie sont neutres, peut faire partie intégrante d'une idéologie philosophique (comme d'ailleurs le point de vue opposé : relativisme, voire la réduction de la science à une croyance sociologique déterminée par des intérêts).
Canguilhem donne comme exemples de concepts idéologiques de scientifiques au XVIIIe siècle, ceux de Nature et d'Expérience.

### Idéologie scientifique
Selon Canguilhem, l'idéologie scientifique serait plutôt une idéologie de philosophes à prétention scientifique, ou des scientifiques « présomptifs ou présomptueux », souvent considérés comme des précurseurs. Il donne les exemples de Maupertuis (avec son « atome séminal »), de Buffon (avec sa « molécule organique »), de Charles Bonnet (« échelle des êtres ») et de Diderot (dans Le Rêve de d'Alembert pour l'idée d'évolution du vivant) qui sont des idéologies scientifiques dans le domaine des sciences naturelles.
L'idéologie scientifique n'est ni une fausse conscience (comme Marx l'entendait de l'idéologie), ni une fausse science, car la fausse science ne rencontre jamais le faux et ne renonce à rien. La fausse science n'a pas d'histoire, alors que toute science passe par un état préscientifique. L'idéologie scientifique est alors « évidemment » :

« La méconnaissance des exigences méthodologiques et des possibilités opératoires de la science dans le secteur de l'expérience qu'elle cherche à investir, mais elle n'est pas l'ignorance, ou le mépris ou le refus de la science. »

L'idéologie scientifique n'est pas une superstition, car si elle occupe une place usurpée dans l'espace de la connaissance, elle n'est pas dans l'espace des croyances religieuses. L'idéologie scientifique est sur-située (historiquement en amont) par rapport à la science. Elle est aussi dé-portée, car la science constituée se place dans un autre cadre que l'idéologie lui assignait.
Canguilhem donne l'exemple de l'atomisme, comme idéologie scientifique jusqu'au XVIIIe siècle. Lorsque la chimie et la physique constituent la connaissance scientifique de l'atome, le mot persiste mais dans un cadre différent de l'atomisme grec, qui n'est plus celui de l'indivisible : « ce que la science trouve n'est pas ce que l'idéologie donnait à chercher ».
De même, la théorie de la dégénérescence à la fin du XIXe siècle est considérée comme une « idéologie scientifique majeure » dans le domaine de l'hérédité pathologique.
Dans l'épistémologie des sciences même, chez Kuhn, le concept de paradigme dominant explique la stagnation et la discontinuité de l'évolution des théories scientifiques.

### Idéologie et vérité

#### Histoire des sciences
Canguilhem distingue une histoire des sciences qui s'articule selon une succession de faits de vérité, et qui dès lors n'a pas à rendre compte des idéologies scientifiques. Et aussi une histoire des sciences « qui traite une science dans son histoire comme une purification élaborée de normes de vérification », et qui doit a contrario s'en occuper.
L'idéologie et la science devraient être distinguées, mais aussi entrelacées. Distinguées, par exemple pour ne pas projeter ou mettre en continuité des concepts scientifiques modernes avec des concepts antiques ou médiévaux, ou chercher chez Diderot ce qui se trouvera chez Darwin ; entrelacées « pour empêcher de réduire l'histoire d'une science à la platitude d'un historique, c'est-à-dire sans ombres de relief ».
Selon Canguilhem, la spécificité de l'idéologie scientifique doit être reconnue en lui faisant une place « sur différents plans de scientificité », sans quoi l'histoire des sciences risquerait d'être une idéologie dans son sens péjoratif de fausse conscience. « À ne vouloir faire que l'histoire de la vérité on fait une histoire illusoire ».

#### Épistémologie
La constatation de l'origine sociologique d'une théorie scientifique n'implique pas qu'elle soit de valeur limitée. Ainsi l'origine religieuse du concept d'énergie n'enlève rien à la valeur scientifique de la notion d'énergie atomique.
Des théories scientifiques peuvent être idéologisées, ce qui ne les invalide pas forcément. Des théories scientifiques valables peuvent s'intégrer dans des ensembles idéologiques, et une approche idéologique peut préparer le terrain à une approche scientifique et déclencher des études de valeur scientifiques (par exemple dans le domaine des sciences de l'environnement).
Une théorie, parmi d'autres théories concurrentes de valeur comparable, peut être sélectionnée par « choix idéologique », mais ceci ne garantit ni la validité, ni le caractère erroné de la théorie choisie.
Selon Joseph Gabel « l'identification scientifique vise à simplifier des réalités compliquées, afin de les mettre à la portée de la science ». Alors que l'identification idéologique simplifie encore plus des réalités parfois simples, « pour gagner, en échange du confort intellectuel ainsi offert, l'adhésion des foules ».
Il y aurait une analogie positive de la connaissance qui vise à connaître quelque chose en l'assimilant à quelque chose de déjà connu, et une analogie négative de l'idéologie qui tend à faire détester quelque chose en l'assimilant à quelque chose de déjà détesté.

## Approches psychologiques
Cette partie est une traduction du passage sur l'idéologie[Quoi ?]. Certaines recherches en psychologie suggèrent que les idéologies reflètent les procédés des besoins et désirs, contrairement à la pensée que les convictions politiques dérivent toujours d’une réflexion indépendante et objective. En 2008, une recherche a suggéré que les idéologies pourraient fonctionner comme des éléments d’interprétation qui se répandent pour répondre aux besoins de comprendre le monde, d’éviter l’angoisse existentielle et de maintenir des relations d’estime entre les personnes. Les auteurs ont conclu que de tels besoins pourraient conduire de façon disproportionnée à l’adoption de systèmes de justification des visions du monde (voir l'étymologie d'idéologie).
Les psychologues ont découvert que des traits de personnalité, diverses particularités individuelles, besoins et croyances idéologiques pourraient être liés. Par exemple, une méta-analyse de Jost, Glaser, Kruglanski et Sulloway en 2003 a confronté 88 études originaires de 12 pays différents, comportant plus de 22 000 sujets et a trouvé que l’angoisse de la mort (présente dans le terrorisme dans les médias, le marketing de la peur ; théorie de la gestion de la peur, les intransigeances/intolérance face à l’ambiguïté, le manque d’ouverture aux nouvelles expériences (lack of openness to experience), le fait d’éviter l’incertitude (aversion à l'incertitude), le besoin de se réduire à l’aspect cognitif, le besoin d’une structure identitaire personnelle, et la crainte de perdre sa position ou son estime personnelle, tous contribuent au degré de conservatisme politique chez l’individu.
Selon les chercheurs, ces résultats montreraient que les conservateurs en politique mettent l’accent sur la résistance au changement et qu’ils sont mus par des besoins qui visent à réduire la peur et l’incertitude. Selon Robert Altemeyer (en) ainsi que d’autres chercheurs, les individus conservateurs en politique ont tendance à se placer très haut sur l’échelle d'autoritarisme de droite.
- Right-wing Authoritarianism (en) (RWA) : Échelle mesurant la soumission d’un individu aux autorités établies, son agressivité contre les opposants des autorités établies et son adhérence aux normes sociales. En dépit du terme right-wing (de droite), il a été montré en URSS que des individus communistes pouvaient donner des scores élevés[24]. La psychologue Felicia Pratto et ses collègues ont obtenu des données soutenant l'idée qu’une grande orientation vers la domination sociale est fortement liée à des visées politiques conservatrices.
- Social Dominance Orientation Social (SDO) : Échelle mesurant la préférence d’un individu pour un système hiérarchique.

Il est donc avéré que le conservatisme de droite ou de gauche, défini par une politique et une idéologie rigide et fermée, risque de conduire à choisir — souvent inconsciemment — une idéologie caractérisée par l’autoritarisme (pouvant aller jusqu'au fascisme ou au totalitarisme), et favorisant donc ses représentants. En rapport dans le domaine psychologique et sociologique : Propagande, langue de bois, sophisme, scientisme, pouvoir (sociologie), organisation sociale, hégémonie, manipulation mentale, norme, valeur (sociologie), biais émotionnel, amalgame (communication), conformisme, obéissance, normalité, statu quo, effet de simple exposition, effet de halo, lieu commun, pensée de groupe, hyperstimulus, et ancrage.